# 104 a.C.
Il 104 a.C. (CIV a.C. in numeri romani) è un anno  del II secolo a.C.

## Eventi
- Consolato di Gaio Flavio Fimbria e Gaio Mario (II)
- Antenione dà il via ad una rivolta degli schiavi a Segesta
- Inizio della seconda guerra servile in Sicilia

- Giulia, romana

## Morti
- Gneo Domizio Enobarbo, politico romano
- Dong Zhongshu, filosofo cinese (n. 179 a.C.)
- Giovanni Ircano I, sovrano e sacerdote ebreo antico
- Giugurta, condottiero e sovrano berbero
- Giulia, nobildonna romana (n. 129 a.C.)
- Sesto Turpilio, commediografo romano